# لوگا
لوگا (به لاتین: Louga) یک شهر در سنگال است که در دپارتمان لوگا واقع شده‌است. لوگا ۸۲٬۸۸۴ نفر جمعیت دارد.

## خواهرخوانده
شهرهای مییو و تورلاوگا خواهرخوانده‌های لوگا هستند.